# وویجر ۲
وُویجر ۲ (به انگلیسی: Voyager 2) یک کاوشگر فضایی بی‌سرنشین میان‌سیاره‌ای است که در ۲۰ اوت ۱۹۷۷ در قالب برنامهٔ وویجر برای مطالعهٔ سیاره‌های خارجی سامانه خورشیدی و همچنین فضای میان‌سیاره‌ای توسط ناسا به فضا پرتاب شده‌ است. این کاوشگر ۷۲۲ کیلوگرمی تا تاریخ ۳۰ مارس ۲۰۲۵ به مدت ۴۷ سال، ۷ ماه و ۱۰ روز در مأموریت بوده و همچنان به ارسال پیام ادامه می‌دهد. گرچه وویجر ۲ شانزده روز پیش از وویجر ۱ به فضا پرتاب شد، اما به دلیل داشتن مسیر متفاوت (که در نهایت پرواز کناری اورانوس - نپتون را ممکن می‌ساخت) توسط همتای خود وویجر ۱ پشت سر گذاشته می‌شد. وویجر ۲ با فاصلهٔ ۱۰۲/۷ واحد نجومی از خورشید (۳٬۱۵۰ میلیون کیلومتر) در تاریخ ۱۴ سپتامبر ۲۰۱۳ به‌همراه [وویجر ۱]، پایونیر ۱۰ و پایونیر ۱۱ از دورترین ساخته‌های دست بشر در فضا محسوب می‌شود. وویجر ۲ بخشی از برنامهٔ وویجر بود که به همراه فضاپیمای خواهرش وویجر ۱ اجرا شد؛ که مأموریتش بررسی و مکان‌یابی مرزهای منظومهٔ شمسی شامل کمربند کویپر، هلیوسفر و فضای میان‌ستاره‌ای است. این فضاپیما نخستین فضاناوی بود که از سیاره‌های غول یخی؛ اورانوس و نپتون، دیدار کناری کرد. وویجر ۲ در ۲۹ ژوئن ۱۹۷۹ به برجیس رسید و نیز در ۲۶ اوت ۱۹۸۱ از کنار کیوان و در ۲۶ ژانویه ۱۹۸۶ از کنار اورانوس گذر کرد.
وُویجر ۲ در فاصلهٔ ۱۱۹ یکای نجومی (۱٫۷۸×۱۰۱۰ کیلومتر) از خورشید، تا اواخر سال ۲۰۱۸، ۱۵٫۳۴۱ متر بر ثانیه (۵۵٫۲۳ کیلومتر بر ساعت) با سرعت ۱۵٫۳۴۱ متر بر ثانیه (۵۵٬۲۳۰ کیلومتر در ساعت) نسبت به خورشید، در حرکت است. با این سرعت برداری، وُویجر ۲ چهارمین از پنج فضاپیمایی است که برای رسیدن به سرعت گریز؛ که امکان ترک سامانه خورشیدی را به آن‌ها می‌دهد، برخوردار بوده‌اند. در دسامبر ۲۰۱۸ پروب رسماً گزارش داد که کاوشگر وُویجر ۲ هلیوسفر را بسوی فضای بین ستاره‌ای در تاریخ ۵ نوامبر ۲۰۱۸ ترک کرده و نخستین اندازه‌گیری مستقیم چگالی و دمای پلاسمای بین ستاره‌ای را گزارش کرده‌ است. محققان دانشگاه آیووا گزارش دادند که فضاپیمای ویجر ۲ وارد فضای میان ستاره‌ای شد، این منطقه یعنی فضای خارج از مرز حباب شکل تولید شده توسط بادهای خورشیدی. بدین ترتیب وویجر ۲ به دنبال خروج ویجر ۱ در سال ۲۰۱۲، به دومین شیء ساخته‌ شده توسط انسان تبدیل می‌شود که از تأثیرات خورشید ما خارج می‌شود.

## پیشینه
در سال‌های آغازین عصر فضا، اخترشناسان به این نتیجه رسیدند که رخداد «هم‌گرایی دوره‌ای» سه‌گانهٔ سیاره‌های بیرونی منظومهٔ شمسی در اواخر دههٔ ۱۹۷۰ رخ خواهد داد و در این فرصت استفاده از یک پروب به تنهایی برای بازدید از مشتری، زحل، اورانوس و نپتون؛ با بهره‌گیری از تکنیک جدید کمک گرانشی، امکان‌پذیر خواهد بود. ناسا شروع به کار روی برنامهٔ «تور بزرگ» کرد که در نهایت به پروژهٔ عظیمی تبدیل شد که شامل دو گروه مرکب از دو پروب بود که هر کدام یک گروه برای دیدار با مشتری، زحل و پلوتو، و نیز، از مشتری، اورانوس و نپتون داشتند. بنا بر آن طرح، این فضاپیما با سیستم‌های بیش از حد مقاومی طراحی و ساخته می‌شد تا بتواند انجام و اجرای تمامی تور را تضمین کند. در سال ۱۹۷۲، این مأموریت به دو فضاپیما مجهز به دو مارینر مشتری- زحل تقلیل یافت و در آن ادغام شد. برای پایین نگه داشتن هزینهٔ برنامه، مأموریت تنها محدود به پروازهای کناری با گذر از کنار مشتری و زحل شد، اما گزینهٔ «تور بزرگ» باز نگه داشته شد.: 263 : با پیشرفت برنامه، نام آن به وویجر تغییر یافت.
مأموریت اصلی وویجر ۱ برای کشف مشتری، زحل، و قمر زحل تیتان بود. وویجر ۲ همچنین برای پی‌گیری کاوش‌های مشتری و زحل بود، اما در مسیری که می‌توانست گزینهٔ هدایت شدن به ادامهٔ مأموریت به سوی اورانوس و نپتون، یا به تیتان به عنوان پشتیبانی برای مأموریت وویجر ۱ را هم داشته‌باشد؛ در صورت موفقیت‌آمیز بودن اهداف وویجر ۱، به وویجر ۲ مأموریت داده شود که پروب را به سوی اورانوس و نپتون هدایت کند.

## طراحی فضاپیما

### طراحی
این فضاپیما که توسط آزمایشگاه پیش‌رانش جت (JPL) در ایالات متحده آمریکا ساخته شده‌بود، شامل ۱۶ موتور کوچک هیدرازین، پایدارکننده سه محوره، ژیروسکوپ و ابزارهای اندازه‌گیری سماوی (سنسور خورشید و دنبال‌کننده ستاره سهیل) برای جهت‌دهی آنتن بهره بالا به سمت زمین بود. این ابزارها به همراه تعداد دیگری از ابزارها و ۸ موتور کوچک پشتیبان جزئی از زیرسیستم کنترل وضعیت و اتصال (AACS) هستند. این فضاپیما همچنین شامل ۱۱ ابزار علمی دیگر جهت مطالعه و اندازه‌گیری اجرام سماوی در طی حرکت در فضا است.

### ارتباطات
با توجه به اینکه انگیزه ساخت این فضاپیما سفر به فضای بین ستاره‌ای بود، مجهز به یک آنتن ۳/۷ متری بهره بالا جهت تبادل اطلاعات با شبکه فضای عمیق بر روی زمین بود. ارتباطات بر روی باند S (طول موج حدود ۱۳ سانتی‌متر) و باند X (طول موج حدود ۳/۶ سانتی‌متر) با حداکثر سرعت 115.2kbits/sec در حوالی سیاره مشتری و کمتر از آن در فواصل دورتر به زمین برقرار می‌شد. اگر فضاپیما قادر به برقراری ارتباط با زمین نباشد، اطلاعات را تا سقف 64kbytes بر روی ضبط نوار دیجیتال (DTR) ذخیره می‌کند تا در فرصت بعدی به زمین ارسال کند.

### نیرو
کاوشگر وُویجر ۲ با سه ژنراتور ترموالکتریک رادیوایزوتوپ (MHW RTG) چندصد واتی مجهز است. هر رادیو ایزوتوپ حرارتی (RTG) شامل ۲۴ استوانهٔ از کربن اکسید پلوتونیوم فشرده، است و حرارت کافی برای تولید حدود ۱۵۷ وات برق در مرحلهٔ پس از راه‌اندازی را فراهم می‌کند. در مجموع، RTGها فضاپیما را با ۴۷۰ وات انرژی الکتریکی، از هنگام راه‌اندازی فراهم می‌کنند (که تقریباً هر ۸۷٫۷ سال این مقدار نصف می‌شود) و ادامهٔ مأموریت را تا حداقل سال ۲۰۲۰ ممکن خواهند ساخت.

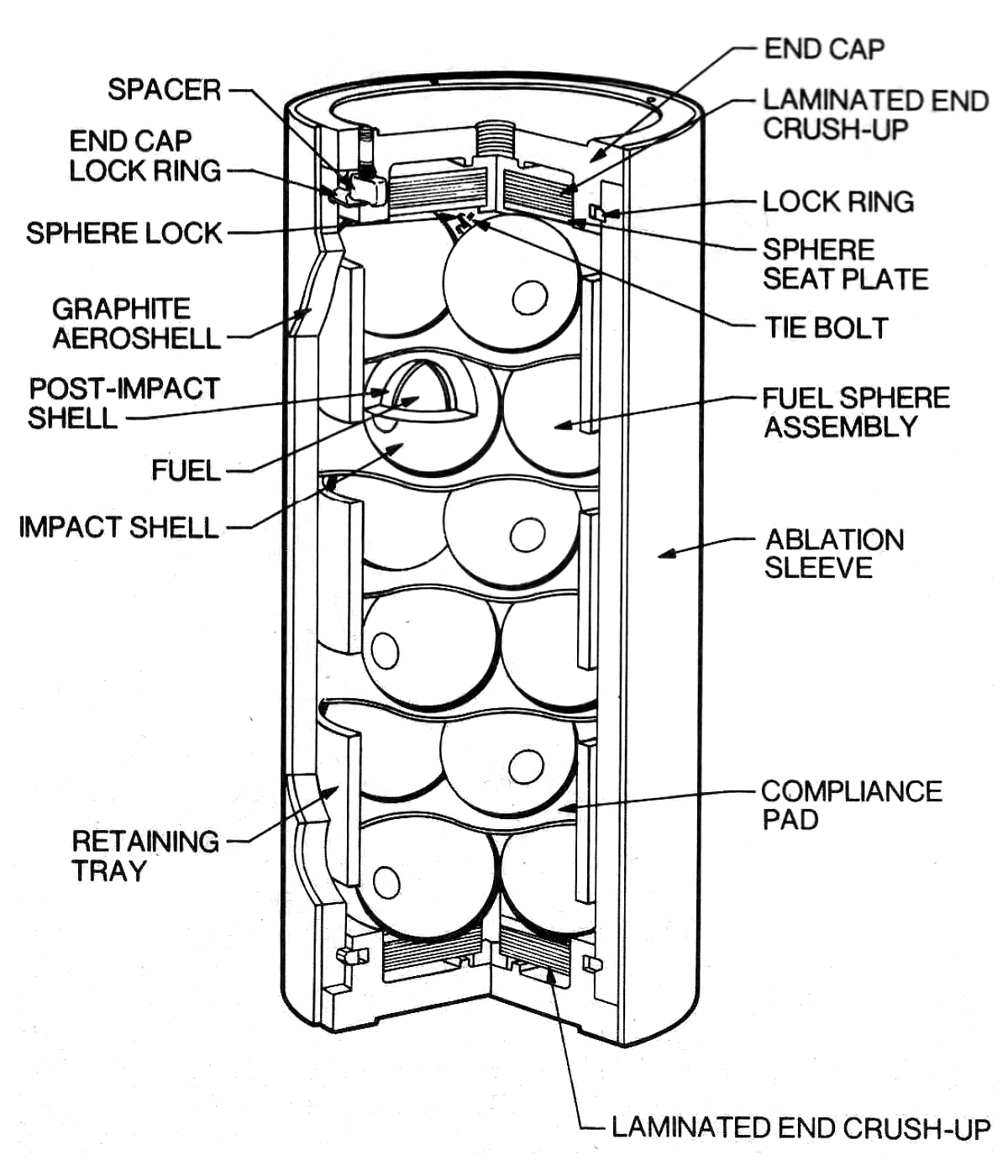
منبع حرارت داخلی در یک رادیو ایزوتوپ حرارتی (RTG)
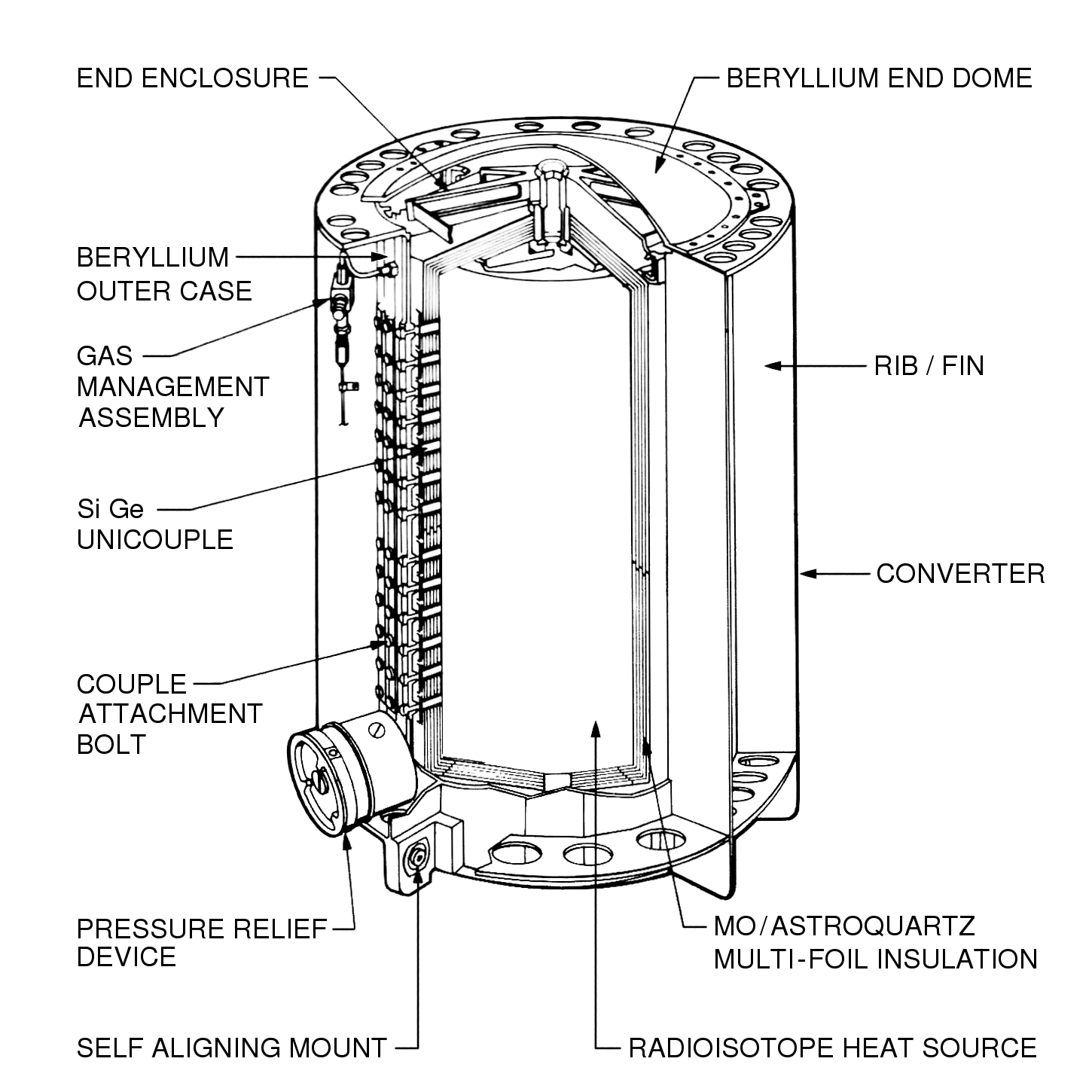
رادیو ایزوتوپ‌های حرارتی هم‌گذاری (مونتاژ) شده.
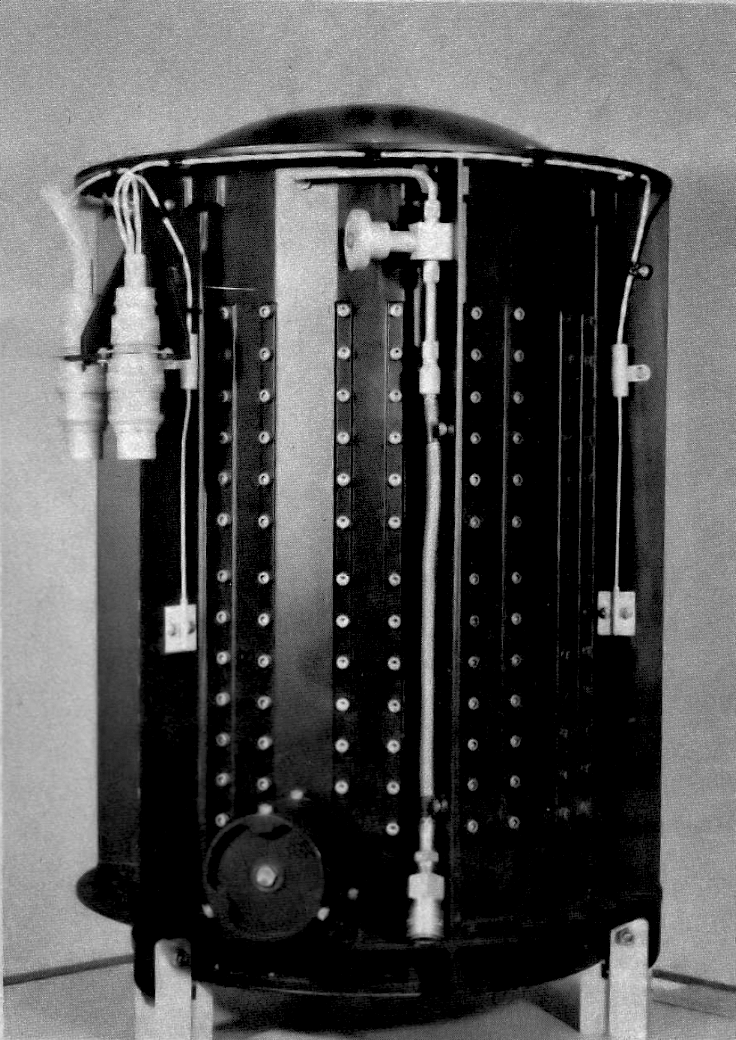
واحد رادیو ایزوتوپ‌های حرارتی (RTG)

## راه‌اندازی و مسیر
پرتاب وُویجر ۲ در ۲۰ اوت ۱۹۷۷ توسط ناسا از مجتمع پرتاب فضایی ۴۱ در پایگاه نیروی هوایی کیپ کاناورال، فلوریدا، از روی یک سامانه یک‌بارمصرف پرتاب تیتان IIIE/ سنتار (Centaur) پرتاب شد. دو هفته بعد، پروب همزاد آن وُویجر ۱ در تاریخ ۵ سپتامبر ۱۹۷۷ راه‌اندازی شد. با این حال، وُویجر ۱ پیش از وُویجر ۲ به هر دو سیارهٔ مشتری و زحل رسید زیرا وُویجر ۲ به سوی مسیری طولانی‌تر و دایره‌ای پرتاب و راه‌اندازی شد.

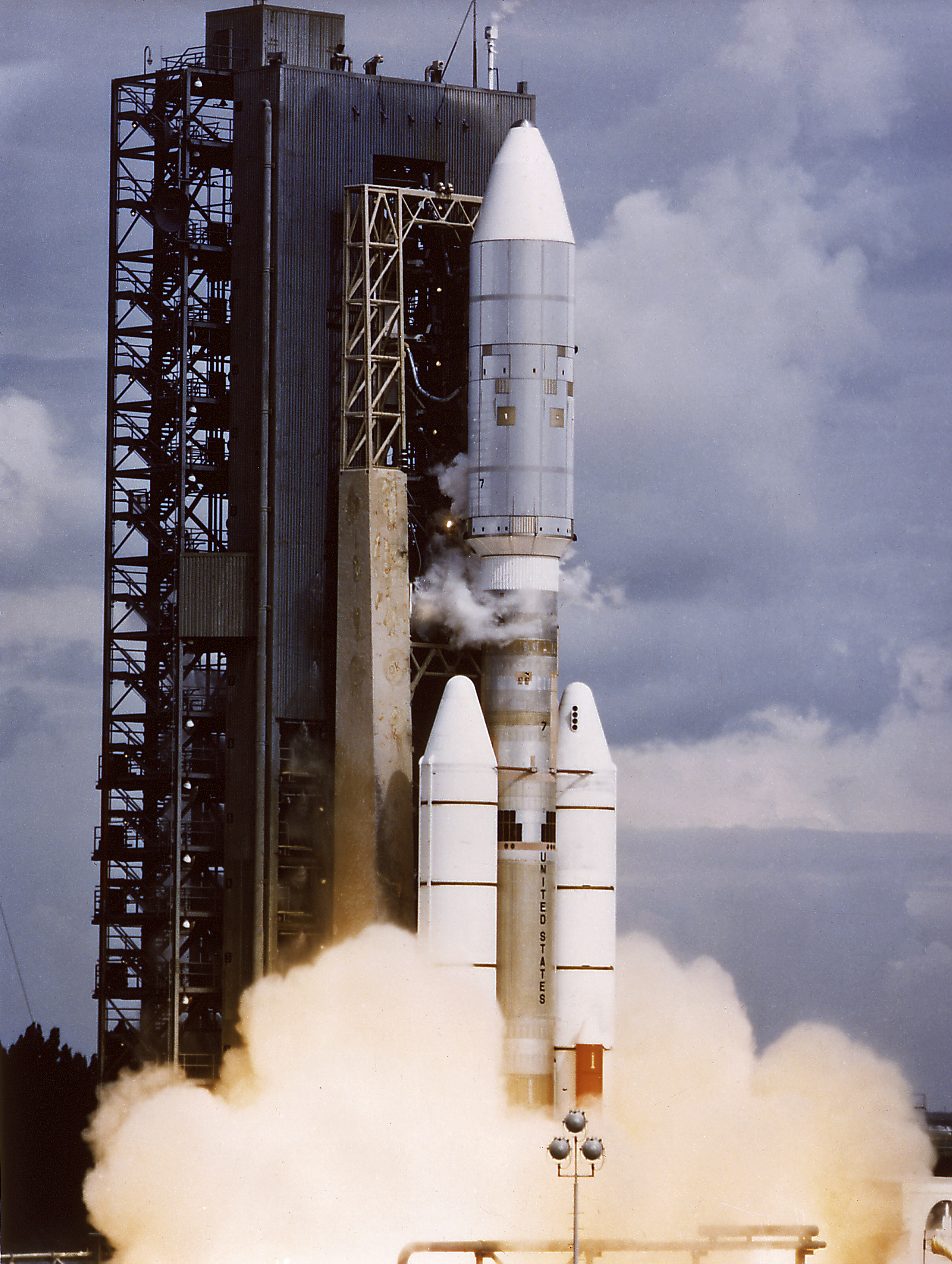
وُویجر ۲ در ۲۰ اوت ۱۹۷۷ وبا موشک تیتان IIIE/ سنتار (Centaur) به فضا پرتاب شد.
انیمیشن مسیر وویجر ۲ از ۲۰ اوت ۱۹۷۷ تا ۳۰ دسامبر ۲۰۰۰, وُویجر ۲ •        زمین •        مشتری •        زحل •        اورانوس •        نپتون •        خورشید
مسیر اصلی ماموریت وویجر ۲ .
گراف سرعت مدار خورشید مرکزی وُویجر ۲ در برابر فاصلهٔ آن از خورشید، نشان می‌دهد که چگونه سرعت فضاپیما با کمک و استفاده از جاذبه‌های مشتری، زحل و اورانوس افزایش یافته‌است. برای دیدار با تریتون، وُویجر ۲ از قطب شمال نپتون گذر کرد و موجب شتاب در خارج از صفحهٔ دائرةالبروج آن شد و در نتیجه سرعت خود را نسبت به خورشید کاهش داده‌است.[۱۷]

## نگارخانه

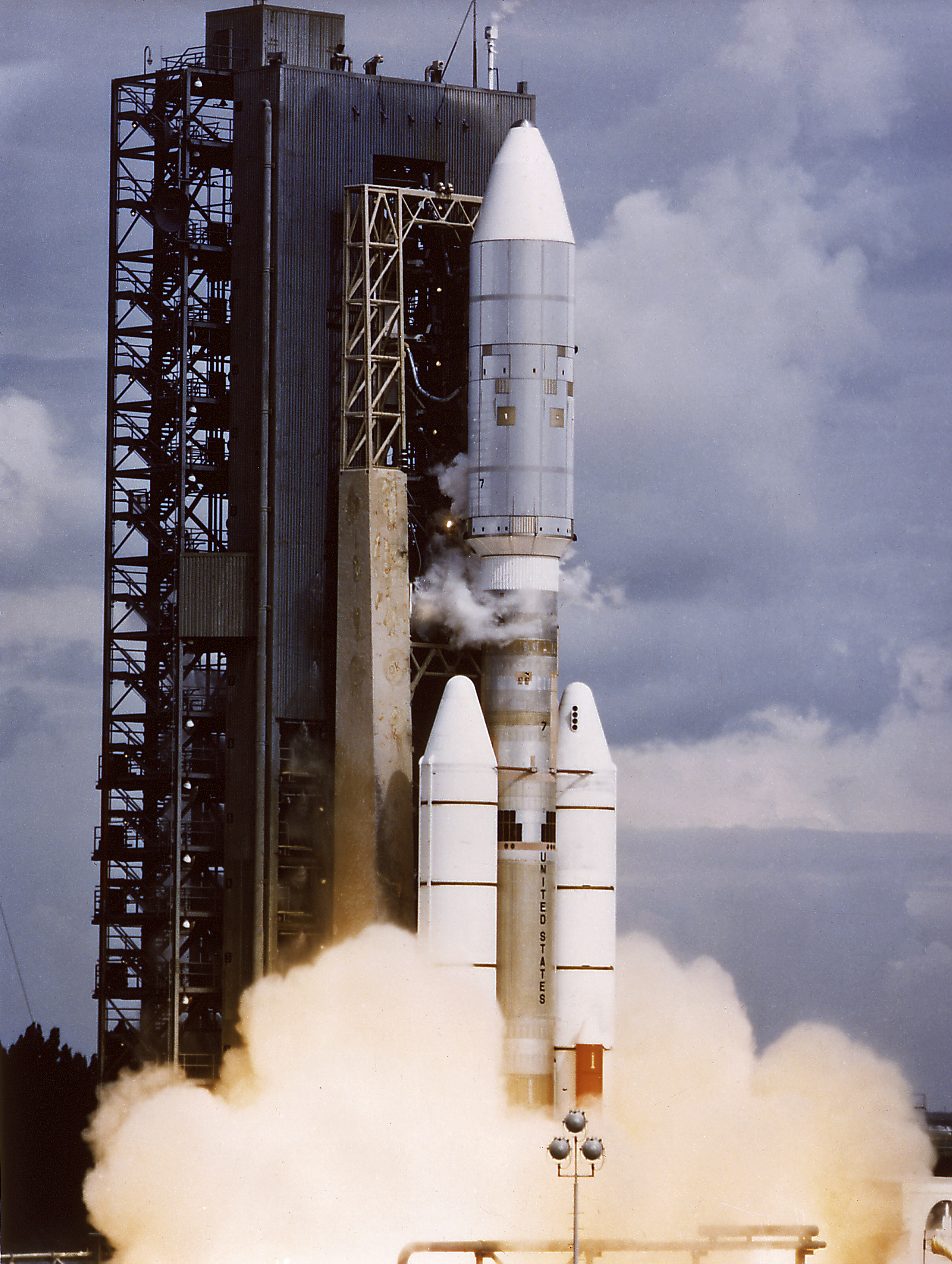

## در لبهٔ فضای میان‌ستاره‌ای
وویجر ۲ هم‌اکنون بیش از ۱۲۰/۸ واحد نجومی (۱۸/۰۷ میلیارد کیلومتر) از زمین و ۱۲۱/۴ واحد نجومی (۱۸/۱۷ میلیارد کیلومتر) از خورشید فاصله دارد.

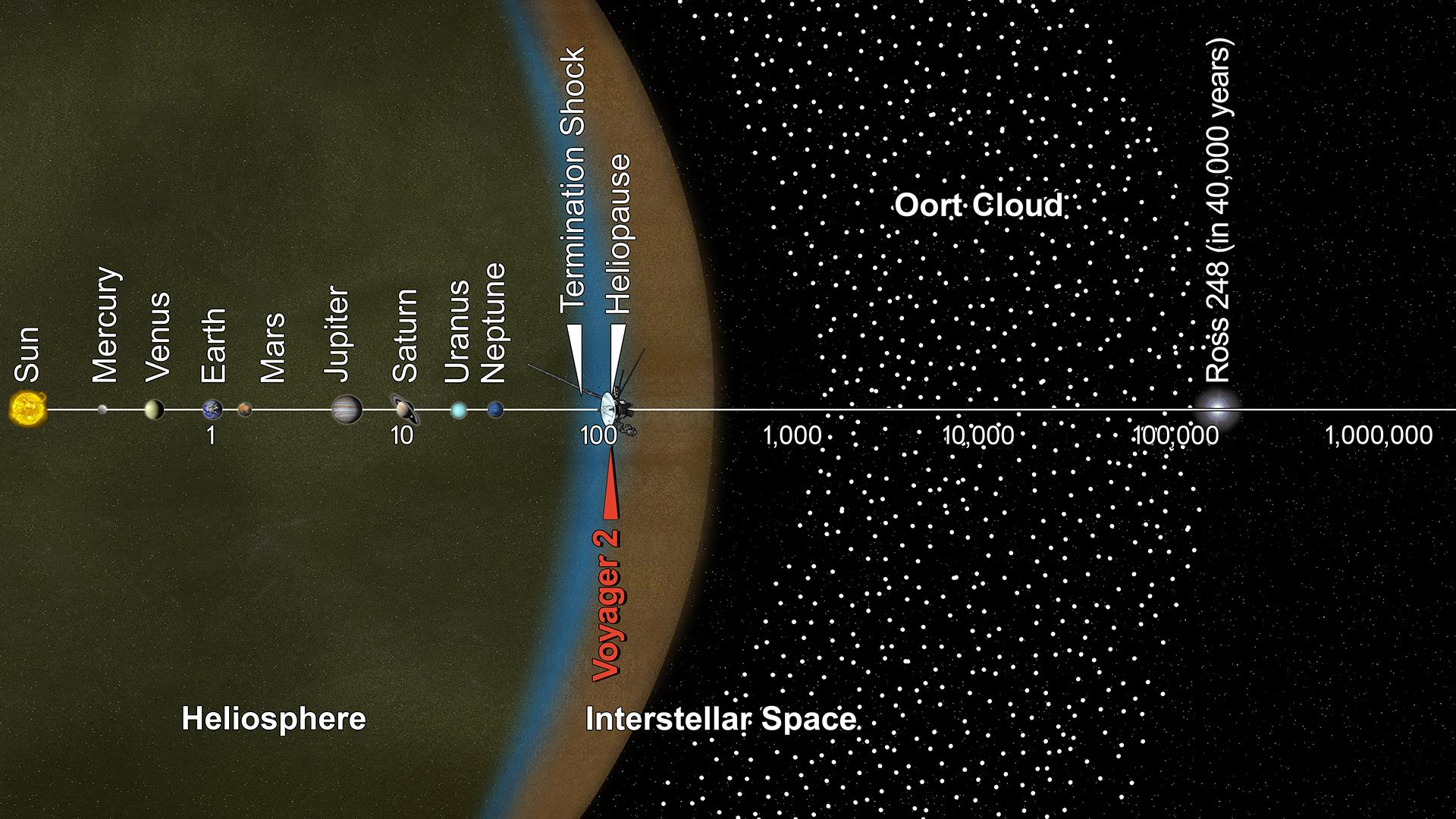
موقعیت کنونی وُویجر ۲ تا دسامبر ۲۰۱۸. توجه: فواصل گسترده‌ای که به مقیاس نمایشی تبدیل شده: زمین در فاصلهٔ ۱ واحد نجومی (AU) از خورشید است؛ زحل در ۹ واحد نجومی است و هورسپهر بیش از ۱۰۰ واحد نجومی است. نپتون در فاصلهٔ ۳۰٫۱ واحد نجومی از خورشید است؛ بنابراین لبهٔ فضای بین ستاره‌ای بیش از سه برابر دورتر از خورشید تا آخرین سیاره است.

| نگاره‌های مسیر | نگاره‌های مسیر                                                             |
| --- | ------------------------------------------------------------------------- |
| Voyager 2's trajectory from the مسیر وویجر ۲ از زمین، در مسیر اکلیپتیک (ecliptic) و پس از ۱۹۸۹ دیدار با نپتون، در سال ۱۹۸۹ و در حال حاضر به سمت جنوب به سوی صورت فلکی طاووس (Pavo). |                                                                           |
| مسیر وویجر ۲ از فراز منظومهٔ شمسی | مسیر از دیدگاه کناری؛ فاصله در زیر اکلیپتیک به رنگ خاکستری نشان داده شده. |

| تاریخ      | رویداد                                                          |
| ---------- | --------------------------------------------------------------- |
| ۱۹۷۹-۰۷-۰۸ | Encounter with Jovian system.                                   |
| 0۱۲:۲۱     | Callisto flyby at 214,930 km.                                   |
| ۱۹۷۹-۰۷-۰۹ |                                                                 |
| 0۰۷:۱۴     | Ganymede flyby at 62,130 km.                                    |
| 0۱۷:۵۳     | Europa flyby at 205,720 km.                                     |
| 0۲۰:۰۱     | Amalthea flyby at 558,370 km.                                   |
| 0۲۲:۲۹     | Jupiter closest approach at 721,670 km from the center of mass. |
| 0۲۳:۱۷     | Io flyby at 1,129,900 km.                                       |
| ۱۹۷۹-۰۸-۰۵ | Phase Stop                                                      |

| تاریخ      | رویداد                                                         |
| ---------- | -------------------------------------------------------------- |
| ۱۹۸۱-۰۸-۲۲ | Encounter with Saturnian system.                               |
| 0۰۱:۲۶:۵۷  | Iapetus flyby at 908,680 km.                                   |
| ۱۹۸۱-۰۸-۲۵ |                                                                |
| 0۰۱:۲۵:۲۶  | Hyperion flyby at 431,370 km.                                  |
| 0۰۹:۳۷:۴۶  | Titan flyby at 666,190 km.                                     |
| 0۲۲:۵۷:۳۳  | Helene flyby at 314,090 km.                                    |
| ۱۹۸۱-۰۸-۲۶ |                                                                |
| 0۰۱:۰۴:۳۲  | Dione flyby at 502,310 km.                                     |
| 0۰۲:۲۲:۱۷  | Calypso flyby at 151,590 km.                                   |
| 0۰۲:۲۴:۲۶  | Mimas flyby at 309,930 km.                                     |
| 0۰۳:۱۹:۱۸  | Pandora flyby at 107,000 km.                                   |
| 0۰۳:۲۴:۰۵  | Saturn closest approach at 161,000 km from the center of mass. |
| 0۰۳:۳۳:۰۲  | Atlas 287,000 km.                                              |
| 0۰۳:۴۵:۱۶  | Enceladus flyby at 87,010 km.                                  |
| 0۰۳:۵۰:۰۴  | Janus at 223,000 km.                                           |
| 0۰۴:۰۵:۵۶  | Epimetheus at 147,000 km.                                      |
| 0۰۶:۰۲:۴۷  | Telesto at 270,000 km.                                         |
| 0۰۶:۱۲:۳۰  | Tethys flyby at 93,010 km.                                     |
| 0۰۶:۲۸:۴۸  | Rhea flyby at 645,260 km.                                      |
| ۱۹۸۱-۰۹-۰۴ |                                                                |
| 0۰۱:۲۲:۳۴  | Phoebe flyby at 2,075,640 km.                                  |
| ۱۹۸۱-۰۹-۲۵ | پایان فاز                                                      |

| تاریخ      | رویداد                                                         |
| ---------- | -------------------------------------------------------------- |
| ۱۹۸۶-۰۱-۲۴ | Encounter with Uranian system.                                 |
| 0۱۶:۵۰     | Miranda flyby at 29,000 km.                                    |
| 0۱۷:۲۵     | Ariel flyby at 127,000 km.                                     |
| 0۱۷:۲۵     | Umbriel flyby at 325,000 km.                                   |
| 0۱۷:۲۵     | Titania flyby at 365,200 km.                                   |
| 0۱۷:۲۵     | Oberon flyby at 470,600 km.                                    |
| 0۱۷:۵۹:۴۷  | Uranus closest approach at 107,000 km from the center of mass. |
| ۱۹۸۶-۰۲-۲۵ | توقف فاز                                                       |

| تاریخ      | رویداد                                |
| ---------- | ------------------------------------- |
| ۱۹۸۹-۰۸-۲۵ | Encounter with Neptunian system.      |
| 0۰۳:۵۶:۳۶  | Neptune closest approach at 4,950 km. |
| 0۰۴:۵۱     | Larissa flyby at 60,180 km.           |
| 0۰۵:۲۹     | Proteus flyby at 97,860 km.           |
| 0۰۹:۲۳     | Triton flyby at 39,800 km.            |
| ۱۹۸۹-۱۰-۰۲ | توقف فاز                              |